# Anne Ottenbrite
Anne Ottenbrite-Muylaert (Bowmanville, 12 maggio 1966) è un'ex nuotatrice canadese.
Specializzata nella rana ha vinto tre medaglie ai  Giochi olimpici di Los Angeles 1984: l'oro nei 200 m rana, l'argento nei 100 m rana e il bronzo nella staffetta 4x100 m misti.
È diventata una dei Membri dell'International Swimming Hall of Fame.

## Palmarès
- Olimpiadi

Los Angeles 1984: oro nei 200m rana, argento nei 100m rana e bronzo nella staffetta 4x100m misti.
- Mondiali

1982 - Guayaquil: argento nei 100m rana e bronzo nei 200m rana.
- Giochi panamericani

1983 - Caracas: oro nei 100m rana.